# Mini Linux
 (janvier 2024).

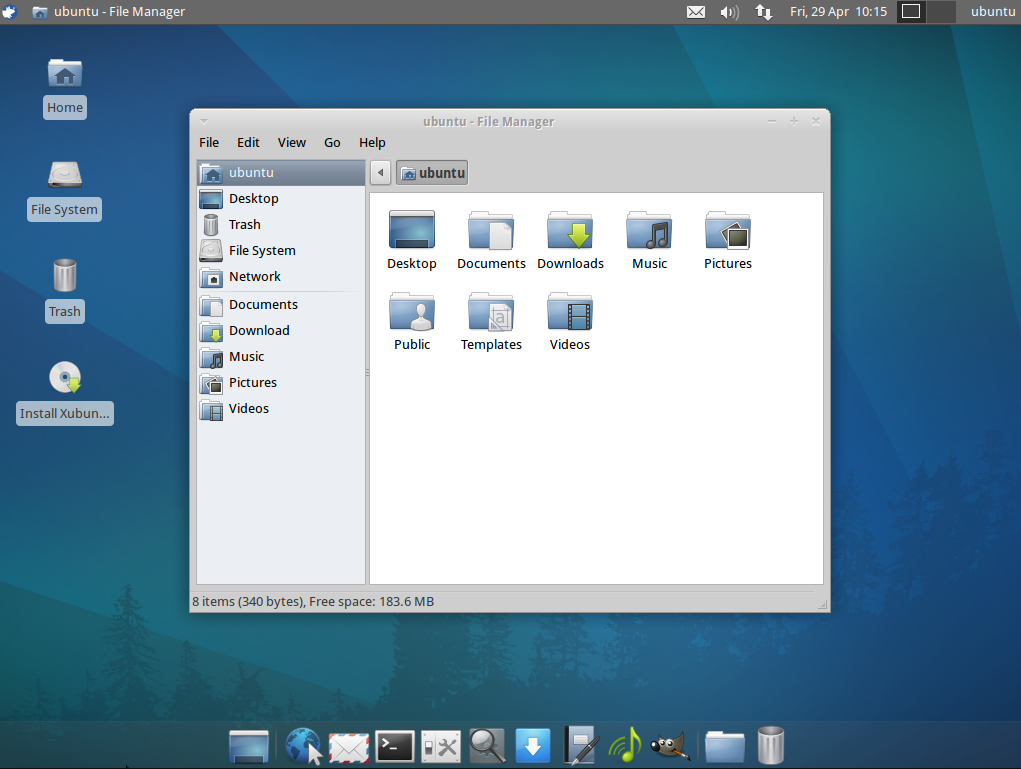
Capture d'écran d'une mini-distribution Linux: Xubuntu (2011)

Le terme mini Linux, ou mini-distribution Linux, se rapporte à toutes les distributions Linux qui fonctionnent sur des cartes mémoire, sur un petit nombre de disquettes (généralement une ou deux) ou sur une clé USB.

Ces distributions peuvent être utilisées pour effectuer des opérations de récupération de données (après un plantage par exemple), mettre en place un pare-feu ou un routeur, ou d'autres tâches spécifiques.
Durant les années 2000, l'usage de l'expression a perduré en français, tandis que l'anglais a préféré "Distribution Linux poids plume", tandis que la croissance de la taille de stockage rendait les "mini linux" de plus en plus proches des capacités d'ordinateurs de bureau polyvalents.
Du fait de leur spécialisation donc faible audience, beaucoup de ces mini-distributions ne sont pas disponibles en français.

## Liste de mini Linux

### Distributions avec interface graphique
- Alpine Linux : distribution basée sur musl (en) et BusyBox
- AntiX : distribution basée sur Debian et qui requiert 256 MB de RAM (2021)
- BasicLinux (†) : tient sur deux disquettes et requiert 12 MB de RAM
- Bento Ubuntu Remix[1] (†) : distribution dérive d'une distribution Ubuntu mais avec Openbox et sans environnement de bureau
- Bodhi Linux : basée sur Debian
- BunsenLabs (en) (suite de CrunchBang) : nécessite un minimum de 256 Mo de RAM
- Chromium OS : développé par Google. Simple et très pratique pour ceux qui possèdent un compte Google
- Damn Small Linux (DSL) : distribution très polyvalente de 50 MB
- DeLi Linux (en) : "Desktop Light" Linux
- Embedded Debian († en 2014)
- Feather Linux (en) (†) : distribution basée sur Knoppix, tenant dans un espace de 128 MB
- Linutop OS : dérivée de la version LTS d'Ubuntu avec l'environnement graphique 'XFCE' et qui pèse moins de 850 MB
- Lubuntu : dérivée d'Ubuntu utilisant LXDE comme environnement de bureau, puis LXQt depuis 2020
- LXLE Linux (en) : inspirée de Lubuntu, et elle aussi basée sur Ubuntu
- Mini-Linux.fr (†) : adaptation française du MiniLinux de M. Valente basée sur Slackware (Linux 1.2.0) tenant sur 5 disquettes, créée en 1993 et démarrant sous MSDOS, comprenant elm, tin, Lynx et XMosaic
- MuLinux (en italien et anglais)
- Puppy Linux (la version francisée s'appelle Toutou Linux)
- Slackware : principalement anglophone
- Slax : Popcorn Edition, une petite distribution basée sur Slackware pouvant tenir sur une clé USB de 128 MB
- SliTaz : francophone, distribuée sous forme de fichier de moins de 100 MB.
- Tails : distribution orientée vers la sécurité, la confidentialité et l'anonymat.
- Tiny Core Linux : tient sur 10 MB d'espace disque
- Toutankinux (†) : pour clé USB de 1 à 2 Go
- Trisquel : Mini se contente de 128 Mo de RAM (32 bits, LXDE) ou 256 Mo (64 bits, LXDE)
- VectorLinux (en) : la "Light edition" se contente de 64 Mo de RAM mais occupe 1 CD-ROM
- xPUD (†) : tient sur 50 Mo d'espace disque
- Xubuntu[2] : nécessite davantage de mémoire vive que Lubuntu, mais moins qu'Ubuntu

### Distributions en mode terminal uniquement
- Slax Frodo Edition (USB ou CD, +- 50MB)

### Distributions sur disquette
- Coyote Linux : Destinée à être utilisée comme pare-feu
- fli4l : créée dans le but de simplifier la configuration d'un routeur et de supporter du matériel ancien.
- floppyfw : Pare-feu/routeur.
- FrazierWall : Destinée à être utilisée comme pare-feu
- Freesco : Permet le partage d'une connexion internet entre plusieurs ordinateurs d'un même réseau local.
- HAL91 : Idem, nécessite un processeur de type 386 ou plus récent, avec un minimum de 8 Mo de RAM.
- HVLinux : Elle permet d'établir des serveurs SMTP, FTP, NFS et Telnet.
- Linux Router Project (†)
- NASLite : Destinée à transformer un ordinateur en serveur de fichiers.
- Noiseless linux (†) : créé et abandonné en 2005
- Nuclinux : Destinée à se connecter à Internet, elle peut être stockée sur une simple disquette de 1.44 Mo.
- RIMiRadio Destinée à établir un serveur Icecast.
- SpyLinux (†) : Source et binaires introuvables
- Tiny SliTaz : Destinée à être utilisée comme visualiseur VNC, console SSH, proxy PXE, serveur de fichier FTP, serveur NTP et interface réseau d'imprimante[3]. Nécessite un processeur de type 386 ou plus récent, avec un minimum de 4 Mo de RAM pour s'exécuter en mémoire. Une centaine de paquets supplémentaires est disponible.
- tomsrtbt : C'est en fait une "disquette de secours" contenant environ 100 outils de récupération.
- Trinux : Sécurité du réseau. Elle contient des outils de recherche de sécurité, d'analyse de trafic du réseau et exécute des tests de vulnérabilité.

### Distributions sur Compact Flash
- MiniLinux[4]

### Distributions à autre buts
- StressLinux (Mini-CD)